# Cha Jae-kyung
Cha Jae-kyung   (1 de novembre de 1971) és una ex-jugadora d'handbol sud-coreana que va competir durant les dècades de 1980 i 1990.
El 1992 va prendre part en els Jocs Olímpics de Barcelona, on guanyà la medalla d'or en la competició d'handbol.